# Gustavo Quinteros
Gustavo Domingo Quinteros Desabato (Santa Fé, 15 de fevereiro de 1965), é um treinador de futebol e ex-futebolista argentino, naturalizado boliviano que atuava como defensor. Atualmente está sem clube.
Revelado na base do Newell's Old Boys, Quinteros iniciou a carreira em 1987, no Talleres RE, equipe das divisões inferiores do futebol argentino. Atuou pouco pelos Tallarines: foram 17 partidas, marcando um gol.
Em 1988, muda-se para a Bolívia e obtém a naturalização meses depois. Seu primeiro clube no país que o acolheu foi o Universitario de Sucre, onde disputou 26 jogos e marcou oito gols. Foi na equipe de Sucre que Facha despontou seu faro de artilheiro, mesmo sendo um jogador de defesa. Suas boas atuações levaram a ser contratado pelo The Strongest, onde se destacaria. Em sua primeira passagem, foram 71 jogos e nove gols. No San José, Quinteros jogou poucas partidas (31 no total), mas manteve seu nível de artilheiro: marcou sete gols. Retornaria ao The Strongest em 1993, mas sua segunda passagem no clube não foi tão boa quanto a primeira. Quinteros não se abateu e continuava marcando seus gols - na segunda passagem pelos Tigres, foram quatro tentos.
Ele retornaria à Argentina para defender o San Lorenzo. Não teve um desempenho satisfatório na equipe, marcando apenas um gol em 15 jogos. Encerraria a carreira em 1999, no Argentinos Juniors, única agremiação onde não marcou gols.

## Seleção
Quinteros disputou 26 partidas pela Seleção Boliviana, marcando um gol, contra Honduras, em 1993 (ano de estreia do zagueiro pela Seleção, e também ano em que disputou sua primeira Copa América). Fez parte da equipe que disputou a Copa de 1994, atuando em dois jogos.
Depois do Mundial dos EUA, Facha disputaria mais três Copas América e a Copa das Confederações de 1999, sendo que na Copa América de 1999 e na CC, ele já estava semi-aposentado.

## Carreira de treinador
Após parar de jogar, Quinteros foi escolhido como treinador da equipe de jovens do San Lorenzo, e em 2003 chegou a comandar a equipe principal em algumas partidas.
Em 2005, após ficar um ano parado, voltou à Bolívia para comandar o Blooming, onde conseguiu um bom desempenho nas duas temporadas em que comandou a agremiação, levando-o de volta ao seu país de nascimento, agora para comandar o San Martín de San Juan, sem sucesso. Regressaria ao Blooming em 2007, onde novamente foi bem-sucedido e tornando-se ídolo da torcida.
Comandaria também Bolívar e Oriente Petrolero antes de receber convite da Federação Boliviana para comandar a Seleção, que exerceu entre 2010 e 2012.
Em 28 de dezembro de 2024, o Grêmio anunciou Quinteros como novo técnico. Ele assina contrato até 31 de dezembro de 2025. Foi demitido dia 16 de abril de 2025, após a derrota contra o Mirassol por 4-1 pela 4° rodada do Brasileirão 2025.

## Títulos

### Como treinador
Blooming
- Torneio Clausura: 2005
- Copa Aerosul: 2006 e 2008

Bolívar
- Torneio Apertura: 2009
- Copa Aerosul: 2009

Oriente Petrolero
- Torneio de Invierno: 2010
- Torneo Clausura: 2010

Emelec
- Campeonato Equatoriano: 2013

Universidad Católica
- Campeonato Chileno: 2019
- Supercopa do Chile: 2019

Vélez Sarsfield
- Campeonato Argentino: 2024